# Бемурзов, Мухадин Хамидович
Мухадин Хамидович Бемурзов (кабард.-черк. Бемырзэ Хьэмид и къуэ Мухьэдин; 7 апреля 1948, аул Али-Бердуковский, ЧАО — 11 января 2007, аул Али-Бердуковский, КЧР) — поэт, Заслуженный учитель и Народный Поэт КЧР. Член Союза писателей России.

## Биография
Черкесский литератор и поэт Мухадин Бемурзов родился 7 апреля 1948 года в ауле Али-Бердуковском Хабезского района, «Мекке» нынешних черкесских поэтов. Писать начал рано. Первое его стихотворение «Инжич» («Зеленчук») было опубликовано еще в школьные годы, когда он учился в 7- м классе.
1955—1966 гг. — годы учебы в средней школе родного аула. В 1967 году поступил на филологический факультет КЧПИ, который окончил в 1972 году.
За исключением срока службы в рядах Советской Армии (1973—1974), с 1971 года Мухадин Хамидович работал учителем черкесского языка и литературы в Али-Бердуковской средней школе.
Занимался педагогической деятельностью. Он является автором учебников по родной (черкесской) литературе для 9 -х (1995 г. изд.) и 11-х (1997, 2006 гг. изд.) классов.
Мухадин Бемурзов — делегат и участник I Всесоюзного съезда учителей (1989), лауреат еженедельной газеты Кабардино-Балкарии «Знание», Заслуженный учитель КЧР (1997), член Союза писателей РФ (1997), Народный поэт КЧР (1998), лауреат международной Кандуровской премии (1998).
Регулярно печатался на страницах журнала «Эльбрус», местных газет: «День республики», «Черкес хэку»; периодической печати соседних республик: Адыгеи и КБР. Его стихи вошли в сборник стихов черкесских поэтов «Односельчане» (1972).
Он является автором поэтических сборников: «Сказ о мужестве» (1981), «Ты — моя песня» (1990), «Снег на солнечной стороне» (1993), «Трудно быть адыгом» (2002).
Некоторые его стихи легли в основу песен: «Сложно быть адыгом», «Нарт Сосруко» и др.
При жизни поэта его стихи были размещены на первом в мире Памятнике жертвам Кавказской войны, расположенном в а. Али-Бердуковский.
Ушел из жизни 11 января 2007 года.

## Память
Имя поэта носит одна из улиц в его родном ауле Али-Бердуковский.
Каждый год школе № 2 аула Али-Бердуковски проходит традиционное районное соревнование по баскетболу памяти Мухадина Хамидовича.
В 2021 году была инициирована регулярная научно-практическая конференция с международным участием «Бемурзовские чтения».
В 2022 году в родной школе Мухадина Хамидовича открыли Стену памяти с его музейной экспозицией.